# 北延岡駅
北延岡駅（きたのべおかえき）は、宮崎県延岡市差木野町にある、九州旅客鉄道（JR九州）日豊本線の駅である。

## 歴史
- 1953年（昭和28年）2月11日：日本国有鉄道が開設[1]。旅客および荷物取扱い駅[2]。
- 1972年（昭和47年）3月30日：荷物扱い廃止[2][3]。無人駅となる[4]。
- 1987年（昭和62年）4月1日：国鉄分割民営化により、JR九州の駅となる[2]。
- 1996年（平成8年）6月1日：宮崎総合鉄道事業部発足により、大分支社から鹿児島支社に移管。
- 2017年（平成29年）
  - 9月19日：平成29年台風18号により9月17日から運休[5]、臼杵駅 - 延岡駅間不通のため佐伯駅 - 延岡駅間で代行バス輸送を開始[6]。
  - 9月20日：市棚駅 - 延岡駅間運転再開（当駅のバス代行輸送終了）[7][8]。
- 2022年（令和4年）4月1日：宮崎支社の発足により、鹿児島支社から同支社へ移管[9]。

## 駅構造
相対式ホーム2面2線を有する地上駅。互いのホームは跨線橋で連絡している。
無人駅で駅舎はなく、駅入口に駐輪場が設けられている。

### のりば
| のりば | 路線      | 方向 | 行先           |
| ------ | --------- | ---- | -------------- |
| 1      | ■日豊本線 | 上り | 延岡・宮崎方面 |
| 2      | ■日豊本線 | 下り | 佐伯・大分方面 |

## 利用状況
近年の1日平均乗車人員は以下の通り。
| 年度   | 1日平均 乗車人員 |
| ------ | ---------------- |
| 1996年 | 28               |
| 1997年 | 28               |
| 1998年 | 17               |
| 1999年 | 12               |
| 2000年 | 6                |
| 2001年 | 4                |
| 2002年 | 4                |
| 2003年 | 6                |
| 2004年 | 2                |
| 2005年 | 4                |
| 2006年 | 2                |
| 2007年 | 3                |
| 2008年 | 4                |
| 2009年 | 7                |
| 2010年 | 5                |
| 2011年 | 3                |
| 2012年 | 2                |
| 2013年 | 4                |
| 2014年 | 3                |
| 2015年 | 4                |

## 駅周辺
- 延岡市立川島小学校
- 宮崎県立延岡商業高等学校
- 延岡学園高等学校・尚学館中学校
- 国道10号[1] - 別名"日向街道"
- 国道388号 - 別名"日豊リアスライン"
- 国道326号 - 国道10号と重複
- 宮崎交通「差木野」停留所（延岡-長井-熊田-黒内）
- 北川

## 隣の駅
九州旅客鉄道（JR九州）
■日豊本線
日向長井駅 - 北延岡駅 - 延岡駅